# Teatro Fonderia Leopolda
Il Teatro Fonderia Leopolda è un ex edificio industriale trasformato in teatro della città di Follonica, nella provincia di Grosseto, in Toscana.

## Storia
La struttura è situata nell'area dell'ex villaggio-fabbrica di Follonica ed era nota con il nome di Fonderia 2 per la produzione della ghisa. Il complesso architettonico venne realizzato a partire dal 1834 ed era composto da vari fabbricati industriali realizzati a più riprese. Nel 1835 fu ultimato il forno San Leopoldo, progettato da Henry Auguste Brasseur, nel 1840 la struttura del carbonile aggettante e nel 1841 il forno Maria Antonia.
I due forni cessarono le funzioni nel 1907 e furono successivamente demoliti (si conservano tracce del forno Maria Antonia), mentre l'edificio principale fu ristrutturato e ingrandito. Di fianco alla fonderia venne edificata nel 1910 la torre idraulica in pietre e laterizi. Dismessa definitivamente dopo la chiusura dell'Ilva nel 1960, la fonderia andò incontro a un periodo di degrado e abbandono.
La struttura è stata convertita a teatro su progetto dell'architetto Vittorio Gregotti e il Teatro Fonderia Leopolda è stato inaugurato con il concerto di apertura di Franco Battiato il 27 ottobre 2014.

## Descrizione
Il teatro si compone di:
- platea da 416 posti disposti in posizione ascendente
- sala polivalente di circa 270 m²
- hall, foyer, bar-caffetteria e ristorante
- camerini e spogliatoi